# 10238 Ananyakarthik
10238 Ananyakarthik è un asteroide della fascia principale. Scoperto nel 1998, presenta un'orbita caratterizzata da un semiasse maggiore pari a 2,1552238 au e da un'eccentricità di 0,1494273, inclinata di 3,60992° rispetto all'eclittica.